# DEFA6
DEFA6‏ (Defensin alpha 6) هوَ بروتين يُشَفر بواسطة جين DEFA6 في الإنسان.